# Liegi-Bastogne-Liegi 1943
La Liegi-Bastogne-Liegi 1943, trentesima edizione della corsa, fu disputata il 27 giugno 1943 per un percorso di 211 km. Fu vinta dal belga Richard Depoorter, giunto al traguardo in 5h52'00" alla media di 37,679 km/h, precedendo i connazionali Joseph Didden e Stan Ockers. 
I corridori che portarono a termine la gara al traguardo di Liegi furono in totale 34 (tutti belgi).

## Ordine d'arrivo (Top 10)
| Pos. | Corridore          | Squadra       | Tempo    |
| ---- | ------------------ | ------------- | -------- |
| 1    | Richard Depoorter  | Helyett       | 5h52'00" |
| 2    | Joseph Didden      | -             | a 7"     |
| 3    | Stan Ockers        | Metropole     | a 40"    |
| 4    | Briek Schotte      | Europe-Dunlop | s.t.     |
| 5    | Albert Dubuisson   | Helyett       | s.t.     |
| 6    | Joseph Somers      | -             | s.t.     |
| 7    | Hubert Deltour     | -             | s.t.     |
| 8    | Prosper Depredomme | Dilecta       | s.t.     |
| 9    | André Declerck     | Alcyon-Dunlop | a 1'00"  |
| 10   | Edward Van Dijck   | Helyett       | s.t.     |